# Onafhankelijke Politiek Noord-Holland
Onafhankelijke Politiek Noord-Holland (OPNH) is een provinciale politieke partij in de Nederlandse provincie Noord-Holland. De partij is was van 2003 tot 2019 vertegenwoordigd in de Provinciale Staten van Noord-Holland, in eerste instantie onder de naam AOV/OuderenUnie55+, daarna onder de naam Ouderenpartij NH/VSP. Van 2011 tot 2022 ging de partij door het leven onder de naam Ouderenpartij Noord-Holland. Onafhankelijke Politiek Noord-Holland is lid van Onafhankelijke Politiek Nederland. 
Jeff Leever was jarenlang het enige statenlid van de partij.

## Aangesloten partijen
| Gemeente       | Partij                             |
| -------------- | ---------------------------------- |
| Alkmaar        | SeniorenPartij Alkmaar (SPA)       |
| Amstelveen     | Goed voor Amstelveen               |
| Diemen         | Onafhankelijke Partij Diemen       |
| Dijk en Waard  | Lokaal Dijk en Waard               |
| Dijk en Waard  | Senioren Dijk en Waard             |
| Gooise Meren   | GDP/Hart voor BNM                  |
| Heemskerk      | Heemskerk Lokaal                   |
| Hollands Kroon | Onafhankelijk Hollands Kroon       |
| Hoorn          | Fractie Tonnaer                    |
| Purmerend      | Stadspartij-Beemster Polder Partij |
| Schagen        | JessLokaal                         |
| Schagen        | Seniorenpartij Schagen             |
| Stede Broec    | Eerlijk Leefbaar Stede Broec (ELS) |
| Uitgeest       | Uitgeest Lokaal                    |
| Wijdemeren     | DorpsBelangen                      |